# Vogtsreichenbach
Vogtsreichenbach (fränkisch: „Fugsraichabach“) ist ein Gemeindeteil des Marktes Cadolzburg im Landkreis Fürth (Mittelfranken, Bayern). Vogtsreichenbach liegt in der Gemarkung Deberndorf.

## Geografie
Naturräumlich befindet sich das Dorf im Rangau. Es liegt knapp vier Kilometer südwestlich von Cadolzburg im Tal des Reichenbaches, eines linken Zuflusses der Bibert, und des Zautendorfer Baches, der im Ort als linker Zufluss in den Reichenbach mündet, sowie eines weiteren namenlosen Baches. Im Südosten grenzt der Lohwald an, im Südwesten die Bodenäcker. Im Norden erhebt sich der Zautenbuck.
Eine Gemeindeverbindungsstraße verläuft nach Rütteldorf (1,2 km westlich) bzw. nach Ammerndorf zur Staatsstraße 2409 (2,3 km südöstlich). Weitere Gemeindeverbindungsstraßen führen nach Zautendorf zur Kreisstraße FÜ 19 (1,1 km nördlich) und nach Vincenzenbronn zur Staatsstraße 2245 (1,8 km südlich).

## Geschichte
Das fruchtbare Tal der Reichenbaches war bereits zu karolingischer Zeit besiedelt. Etwa einen Kilometer nordwestlich des heutigen Ortskernes befand sich ein mittelalterlicher Burgstall und eine weitere Niederungsburg unklarer Zeitstellung ist im Ortskern überbaut. Beide sind als Bodendenkmale geschützt.
Ersturkundlich erwähnt wurde die heute zu einem Wohnhaus umgebaute Vogtsreichenbacher Mühle im Jahr 1352 als zum Besitz des Egidienklosters Nürnberg gehörig.:79 1396 wurde der Ort als „vogt Reichenbach“ urkundlich erwähnt. Der Ortsname leitet sich von dem Gewässernamen Reichenbach ab. Das Bestimmungswort „Vogt“ dient zur Unterscheidung von dem in der Nähe gelegenen Oberreichenbach. Es weist möglicherweise darauf hin, dass es im Ort einen Wohnsitz eines Vogtes gab, oder es kann sich vom Familiennamen Vogt ableiten.
Nach wechselhaften Geschicken während der Markgrafenkriege und im Dreißigjährigen Krieg blieb die Mühle stets in Betrieb.
Gegen Ende des 18. Jahrhunderts bestand Vogtsreichenbach aus 12 Anwesen. Das Hochgericht übte das brandenburg-ansbachische Oberamt Cadolzburg aus. Die Dorf- und Gemeindeherrschaft hatte das Landesalmosenamt der Reichsstadt Nürnberg. Grundherren waren die Reichsstadt Nürnberg: Landesalmosenamt (5 Höfe, 1 Mühle, 1 Hirtenhaus), Siechkobelstiftung St. Jobst (1 Hof, 1 Gut) und Nürnberger Eigenherren: von Ebner und von Löffelholz (1 Halbhof), von Kreß (1 Gut), von Volckamer (1 Hof).
Von 1797 bis 1808 unterstand der Ort dem Justiz- und Kammeramt Cadolzburg. Im Rahmen des Gemeindeedikts wurde Vogtsreichenbach dem 1808 gebildeten Steuerdistrikt Deberndorf zugeordnet. Es gehörte auch der im selben Jahr gegründeten Ruralgemeinde Deberndorf an. Die Bayerische Uraufnahme zeigt Vogtsreichenbach in den 1810er Jahren als ein Haufendorf mit 16 Herdstellen und der Mühle.
Der Zweite Weltkrieg ging an dem Ort fast spurlos vorbei. Lediglich im Jahr 1943 kollidierten zwei Nachtjäger vom nahen Flugplatz Unterschlauersbach bei einem Übungsflug und stürzten ab. Infolgedessen wurde ein Stall durch herabfallende Trümmerteile beschädigt und ein Schuppen brannte nieder.:98
Im Zuge der Gebietsreform in Bayern wurde Vogtsreichenbach am 1. Januar 1972 nach Cadolzburg eingemeindet.
Der Altort ist auch noch heute überwiegend landwirtschaftlich geprägt. Es bestehen beispielsweise ein Hühnerhof und eine Alpakazucht. Hinzugekommen sind seit den 1960er Jahren lediglich einige Neubauten, so dass man heute 25 Anwesen zählt.

### Baudenkmäler
- Haus Nr. 2 u. 3: Wohnstallhaus[6]

ehemaliges Baudenkmal
- Ehemalige Mühle: Zweigeschossiges Wohn- und Mühlengebäude mit Straßengiebel (unter Putz Fachwerk); Anlage des 17. Jahrhunderts (traufseitig Fenstersturz bezeichnet „1655“), durch Verputz jetzt weitgehend neuen Charakters, Baukörper jedoch in der ursprünglichen Proposition. Zum Hof traufseitig gefaste Rundbogentüre. Zugehörig Scheuer von 1821, teils Sandsteinquader, Osttraufseite und Straßengiebel mit einfachem Fachwerk. Hofseite bezeichnet „JMHN 1821“, darüber Mühlrad.[12]

### Einwohnerentwicklung
| Jahr      | 001818 | 001840 | 001861 | 001871 | 001885 | 001900 | 001925 | 001950 | 001961 | 001970 | 001987 |
| Einwohner | 78     | 89     | 110    | 97     | 105    | 94     | 106    | 134    | 86     | 81     | 65     |
| Häuser    | 16     | 17     |        |        | 20     | 19     | 19     | 17     | 18     |        | 18     |
| Quelle    | [ 14 ] | [ 15 ] | [ 16 ] | [ 17 ] | [ 18 ] | [ 19 ] | [ 20 ] | [ 21 ] | [ 22 ] | [ 23 ] | [ 1 ]  |

## Religion
Der Ort ist seit der Reformation evangelisch-lutherisch geprägt und nach St. Johannes der Täufer (Zautendorf) gepfarrt. Die Einwohner römisch-katholischer Konfession sind nach St. Otto (Cadolzburg) gepfarrt.

## Söhne und Töchter
- Georg Reichert (1919–1997), Mundartdichter